# Yoko Gushiken
Yoko Gushiken (具志堅 用高, Gushiken Yōkō) est un boxeur japonais né le 26 juin 1955 à Ishigaki, dans la préfecture d'Okinawa.

## Carrière
Gushiken entame une carrière professionnelle en boxe anglaise à l'âge de 18 ans.
Son palmarès professionnel est de 23 victoires contre une seule défaite. Il a notamment détenu le titre de champion du monde des poids mi-mouches WBA pendant 5 ans entre 1976 et 1981. Après sa retraite sportive, il reste populaire au Japon comme un tarento en signant un contrat avec Ohta Productions. Il entre également en partenariat avec Yoshio Shirai pour ouvrir la salle de sport Shirai Gushiken Sports Gym en 1995.

## Distinction
Gushiken fait partie de la classe 2015 de l'International Boxing Hall of Fame.